# Joan Hartigan
Joan Marcia Hartigan (née le 6 juin 1912 à Sydney – décédée le 31 août 2000 à Sydney) est une joueuse de tennis australienne des années 1930 et 1940. Elle est aussi connue sous son nom de femme mariée, Joan Hartigan-Bathurst.
Trois fois victorieuse des Internationaux d'Australie en simple (1933, 1934 et 1936), elle y a aussi disputé trois finales en double dames.
Toujours en Australie, elle a enfin gagné en double mixte en 1934, aux côtés de Gar Moon.
Elle ne s'est jamais imposée dans les autres épreuves du Grand Chelem, atteignant néanmoins les demi-finales à deux reprises en simple à Wimbledon.

## Palmarès (partiel)

### Titres en simple dames
| No | Date       | Nom et lieu du tournoi              | Catégorie | Surface      | Finaliste           | Score    |          |
| -- | ---------- | ----------------------------------- | --------- | ------------ | ------------------- | -------- | -------- |
| 1  | 21-01-1933 | Australian Championships, Melbourne | G. Chelem | Gazon (ext.) | Coral Buttsworth    | 6-4, 6-3 | Parcours |
| 2  | 18-01-1934 | Australian Championships, Sydney    | G. Chelem | Gazon (ext.) | Margaret Molesworth | 6-1, 6-4 | Parcours |
| 3  | 20-01-1936 | Australian Championships, Adélaïde  | G. Chelem | Gazon (ext.) | Nancye Wynne        | 6-4, 6-4 | Parcours |

### Finales en double dames
| No | Date       | Nom et lieu du tournoi             | Catégorie | Surface      | Vainqueures                              | Partenaire       | Score         |          |
| -- | ---------- | ---------------------------------- | --------- | ------------ | ---------------------------------------- | ---------------- | ------------- | -------- |
| 1  | 21-01-1933 | Australian Championships Melbourne | G. Chelem | Gazon (ext.) | Margaret Molesworth Emily Hood Westacott | Marjorie Gladman | 6-3, 6-2      | Parcours |
| 2  | 18-01-1934 | Australian Championships Sydney    | G. Chelem | Gazon (ext.) | Margaret Molesworth Emily Hood Westacott | Ula Valkenburg   | 6-8, 6-4, 6-4 | Parcours |
| 3  | 19-01-1940 | Australian Championships Sydney    | G. Chelem | Gazon (ext.) | Nancye Wynne Thelma Coyne                | Emily Niemeyer   | 7-5, 6-2      | Parcours |

### Titre en double mixte
| No | Date       | Nom et lieu du tournoi          | Catégorie | Surface      | Partenaire | Finalistes                      | Score    |          |
| -- | ---------- | ------------------------------- | --------- | ------------ | ---------- | ------------------------------- | -------- | -------- |
| 1  | 18-01-1934 | Australian Championships Sydney | G. Chelem | Gazon (ext.) | Edgar Moon | Emily Hood Westacott Roy Dunlop | 6-3, 6-4 | Parcours |

## Parcours en Grand Chelem (partiel)
Si l’expression « Grand Chelem » désigne classiquement les quatre tournois les plus importants de l’histoire du tennis, elle n'est utilisée pour la première fois qu'en 1933, et n'acquiert la plénitude de son sens que peu à peu à partir des années 1950.

### En simple dames
| Année | Championnat d'Australie | Championnat d'Australie | Internationaux de France | Internationaux de France | Wimbledon       | Wimbledon      | US National | US National |
| ----- | ----------------------- | ----------------------- | ------------------------ | ------------------------ | --------------- | -------------- | ----------- | ----------- |
| 1931  | 1/4 de finale           | Marjorie Cox            | -                        | -                        | -               | -              | -           | -           |
| 1933  | Victoire                | Coral Buttsworth        | -                        | -                        | -               | -              | -           | -           |
| 1934  | Victoire                | M. Molesworth           | 3e tour (1/8)            | Kay Stammers             | 1/2 finale      | Helen Jacobs   | -           | -           |
| 1935  | -                       | -                       | -                        | -                        | 1/2 finale      | Helen Wills    | -           | -           |
| 1936  | Victoire                | Nancye Wynne            | -                        | -                        | -               | -              | -           | -           |
| 1937  | 1/4 de finale           | D. Stevenson            | -                        | -                        | -               | -              | -           | -           |
| 1938  | 1/4 de finale           | D. Stevenson            | -                        | -                        | 2e tour (1/32)  | Mary Hardwick  | -           | -           |
| 1939  | 1/2 finale              | Emily Hood              | -                        | -                        | -               | -              | -           | -           |
| 1940  | 1/2 finale              | Nancye Wynne            | -                        | -                        | -               | -              | -           | -           |
| 1946  | 1/4 de finale           | Constance Wilson        | -                        | -                        | -               | -              | -           | -           |
| 1947  | 2e tour (1/8)           | Thelma Coyne            | -                        | -                        | 3e tour (1/16)  | Phyllis Grover | -           | -           |
| 1949  | -                       | -                       | -                        | -                        | 1er tour (1/64) | Joy Gannon     | -           | -           |

À droite du résultat, l’ultime adversaire.

### En double dames
| Année | Championnat d'Australie     | Championnat d'Australie   | Internationaux de France    | Internationaux de France  | Wimbledon                   | Wimbledon                  | US National | US National |
| ----- | --------------------------- | ------------------------- | --------------------------- | ------------------------- | --------------------------- | -------------------------- | ----------- | ----------- |
| 1933  | Finale M. Gladman           | M. Molesworth Emily Hood  | -                           | -                         | -                           | -                          | -           | -           |
| 1934  | Finale U. Valkenburg        | M. Molesworth Emily Hood  | 2e tour (1/8) M. Molesworth | Doris Metaxa C. Rosambert | 3e tour (1/8) M. Molesworth | Elsa Haylock R. Armstrong  | -           | -           |
| 1935  | -                           | -                         | -                           | -                         | 1/4 de finale Nell Hall     | Doris Metaxa Josane Sigart | -           | -           |
| 1936  | 1/2 finale Nell Hall        | May Blick K. Woodward     | -                           | -                         | -                           | -                          | -           | -           |
| 1937  | 1/2 finale May Blick        | Nell Hall Emily Hood      | -                           | -                         | -                           | -                          | -           | -           |
| 1938  | 1/2 finale Emily Hood       | Dorothy Bundy D. Workman  | -                           | -                         | 1er tour (1/32) M. Wilson   | D. Andrus Sylvie Jung      | -           | -           |
| 1939  | 1/4 de finale E. Niemeyer   | Thelma Coyne Nancye Wynne | -                           | -                         | -                           | -                          | -           | -           |
| 1940  | Finale E. Niemeyer          | Nancye Wynne Thelma Coyne | -                           | -                         | -                           | -                          | -           | -           |
| 1946  | 1/2 finale A. Hattersley    | Nancye Wynne Thelma Coyne | -                           | -                         | -                           | -                          | -           | -           |
| 1947  | 1/4 de finale A. Hattersley | Nancye Wynne Thelma Coyne | -                           | -                         | 2e tour (1/16) Susan Noel   | Jean Nicholl Betty Hilton  | -           | -           |
| 1949  | -                           | -                         | -                           | -                         | 1er tour (1/32) S. Paterson | Phyllis King Wendy Stork   | -           | -           |

Sous le résultat, la partenaire ; à droite, l’ultime équipe adverse.

### En double mixte
| Année | Championnat d'Australie     | Championnat d'Australie | Internationaux de France | Internationaux de France | Wimbledon | Wimbledon | US National | US National |
| ----- | --------------------------- | ----------------------- | ------------------------ | ------------------------ | --------- | --------- | ----------- | ----------- |
| 1931  | 2e tour (1/8) Cliff Sproule | Nell Hall Harry Hopman  | -                        | -                        | -         | -         | -           | -           |
| 1933  | 1/4 de finale Edgar Moon    | G. Bond Frankenberg     | -                        | -                        | -         | -         | -           | -           |
| 1934  | Victoire Edgar Moon         | Emily Hood Roy Dunlop   | -                        | -                        | -         | -         | -           | -           |
| 1936  | 1/2 finale Edgar Moon       | May Blick Abe Kay       | -                        | -                        | -         | -         | -           | -           |
| 1937  | 1/4 de finale Arthur Huxley | Thelma Rice H. Lewis    | -                        | -                        | -         | -         | -           | -           |
| 1938  | 1/4 de finale Arthur Huxley | D. Workman Gene Mako    | -                        | -                        | -         | -         | -           | -           |
| 1939  | 1er tour (1/8) Bert Tonkin  | Nancye Wynne Colin Long | -                        | -                        | -         | -         | -           | -           |
| 1940  | 1/2 finale V. McGrath       | Nancye Wynne Colin Long | -                        | -                        | -         | -         | -           | -           |
| 1946  | 1/4 de finale R. McCarthy   | Nancye Wynne Colin Long | -                        | -                        | -         | -         | -           | -           |

Sous le résultat, le partenaire ; à droite, l’ultime équipe adverse.